# Escobaria alversonii
Escobaria alversonii là một loài thực vật có hoa trong họ Cactaceae. Loài này được (J.M.Coult.) N.P.Taylor mô tả khoa học đầu tiên năm 1997.